# Ліна Шамамян
Ліна Шамамян (араб. لينا شماميان, вірм. Լենա Շամամյան; 1980, Дамаск) — сирійська співачка вірменського походження.
Народилася у Дамаску, почала співати з раннього дитинства, вперше виступила перед публікою у п'ятирічному віці.

## Біографія
У 2002 році Ліна Шамамян закінчила факультет економіки управління з Дамаського університету, паралельно вивчаючи основи близькосхідного піснеспіву в консерваторії м. Халеб (Алеппо). Пробувала себе в джазі і у виконанні вірменських народних пісень, у 2006 році випустила свій перший альбом «Hal Asmar Ellon». Альбом містить пісні в близькосхідному стилі з елементами джазу. Ліна Шамамян випустила цей альбом у співпраці з Бейзелем Раджоубом — музикантом з м. Халеб, виконуючим партії на трубі.
У вересні 2006 року Шамамян разом з Раджоубом виграли перший конкурс орієнтальної (східної) музики, що проводиться радіо Монте-Карло в культурному центрі «Al Hussein» в Аммані (Йорданія). Закінчивши відділення класичного вокалу в 2007 р., в травні того ж року Шамамян випустила свій наступний альбом Shamat, презентація якого пройшла в Дамаску («Al Hamra Theater»).
Ще в студентські роки брала участь в музичних проектах спільно з іншими виконавцями — Глорія Скалки (Італія), Кармен Філарна (Італія), Міа БІТС (Голландія).
Будучи лауреатом різних міжнародних музичних конкурсів, Ліна Шамамян виступає з концертами в різних країнах. На даний момент співачка працює над своїм наступним альбомом під назвою Rasael.
Ліна Шамамян була запрошена членом журі на конкурс вірменської народної музики «Tsovits Tsov», що проводився серед виконавців з різних країн. Фінал конкурсу проходив 23 листопада 2014 р. в Державному Кремлівському Палаці, м. Москва.
Унікальність музичного стилю Ліни Шамамян, як вокалістки, полягає в гармонійному змішанні традицій орієнтальної музики з елементами джазу і вірменської народної музики.

## Дискографія
- 2006: Hal Asmar Ellon
- 2007: Shamat

### Hal Asmar Ellon
1. Ala Mowj ElBahr
2. Lama Bada Yatathana
3. AlRouzana
4. Hal Asmar Ellon
5. Bali Ma'ak
6. Ala Mowj ElBahr (2)
7. Ya Mayla AlGhusson

### Shamat
1. Yamma La La
2. Da'ouni Ajoud
3. Sahar
4. Ya Msafra
5. Sham
6. Haowel Ya Ghannam
7. Qabl ElEsha
8. Bali Ma'ak
9. Sariri Hoveen Mernim